# Yeşilyurt Spor Kulübü
Lo Yeşilyurt Spor Kulübü è una società polisportiva turca, con sede a Istanbul, nel quartiere di Yeşilyurt.
La polisportiva è attiva nei seguenti sport:
- nuoto
- pallacanestro, con una squadra maschile
- pallanuoto, con una squadra maschile
- pallavolo, con una squadra femminile
- tennis,
- vela